# Горловка (Крым)
Го́рловка (до 1948 года Эльгеры́-Каракчора́, Ильгери́-Кара́к-Чора́; укр. Горлівка, крымскотат. İlgeri Qaraq Çora, Ильгери Къаракъ Чора) — исчезнувшее село в Красногвардейском районе Республики Крым, находившееся на северо-западе района, в степной части Крыма, примерно в 4,5 км к западу от села Краснодарка.

## История
Впервые в доступных источниках Эльгеры-Каракчора встречается после земской реформы 1890 года, когда деревню отнесли к Александровской волости и по «…Памятной книжке Таврической губернии на 1900 год» в деревне числилось 83 жителя в 13 дворах. По Статистическому справочнику Таврической губернии. Ч.II-я. Статистический очерк, выпуск пятый Перекопский уезд, 1915 год, в деревне Эльгеры-Каракчора (казённый участок) Александровской волости Перекопского уезда числилось 22 двора (все дворы безземельные) с татарским населением в количестве 84 человек приписных жителей и 13 — «посторонних», из которых 54 мужчины и 43 женщины. Жители землёй не владели, в хозяйствах имелось 86 лошадей, 20 волов, 26 коров и 400 голов мелкого скота.
После установления в Крыму Советской власти и учреждения 18 октября 1921 года Крымской АССР, в составе Джанкойского уезда был образован Курманский район, в состав которого включили село. В 1922 году уезды получили название округов. 11 октября 1923 года, согласно постановлению ВЦИК, в административное деление Крымской АССР были внесены изменения, в результате которых был ликвидирован Курманский район и село включили в состав Джанкойского. Согласно Списку населённых пунктов Крымской АССР по Всесоюзной переписи 17 декабря 1926 года, в селе Эльгеры-Каракчора, Акчоринского (русского) сельсовета Джанкойского района, числилось 35 дворов, все крестьянские, население составляло 140 человек, все татары, действовала татарская школа. Постановлением ВЦИК РСФСР от 30 октября 1930 года был создан Фрайдорфский еврейский национальный район (переименованный указом Президиума Верховного Совета РСФСР № 621/6 от 14 декабря 1944 года в Новосёловский) (по другим данным 15 сентября 1931 года) и село включили в его состав, а после разукрупнения в 1935-м и образования также еврейского национального Лариндорфского (с 1944 — Первомайский), село переподчинили новому району. По данным всесоюзной переписи населения 1939 года в селе проживало 188 человек.
В 1944 году, после освобождения Крыма от фашистов, согласно постановлению ГКО № 5859 от 11 мая 1944 года, 18 мая крымские татары были депортированы в Среднюю Азию. С 25 июня 1946 года селение в составе Крымской области РСФСР. Указом Президиума Верховного совета РСФСР от 18 мая 1948 года Эльгеры-Каракчору переименовали в Горловку. 26 апреля 1954 года Крымская область была передана из состава РСФСР в состав УССР. Ликвидировано к 1968 году (согласно справочнику «Крымская область. Административно-территориальное деление на 1 января 1968 года» — в период с 1954 по 1968 годы). на территории района оказалось после преобразований в свете указоа Президиума Верховного Совета УССР «Об укрупнении сельских районов Крымской области», от 30 декабря 1962 года, которым был упразднён Первомайский район и территории отнесли к Красногвардейскому.

### Динамика численности населения
| - 1900 год — 83 чел. - 1915 год — 84/13 чел. | - 1926 год — 140 чел. - 1939 год — 188 чел. |